# Per Noste
Per Noste es una asociación fundada en Orthez en 1960 bajo el nombre de “Per Nouste” y cuya meta es defender y promover la lengua y la cultura occitanas de Gascuña. Su presidente fundador es Roger Lapassade. Entre los veintiséis miembros fundadores figuran Robert Darrigrand, Pierre Tucoo-Chala y Xavier Ravier. En 1965 se une a ellos Michel Grosclaude. Desde su creación, esta asociación se dedica a publicar libros de enseñanza de lengua occitana.
Fue sección departamental del IEO para los Pirineos Atlánticos hasta 2009. Creó o ayudó numerosos proyectos como: escuela Calandreta, el grupo Nadau, Ràdio País, Ostau Bearnés en Pau…

## Actividades de edición

El logotipe de Per Noste para las actividades de edición

En 1967 publicó la revista Per Nouste cuyo título se transforma en Per Noste en 1968, y después en País Gascons en 1979. Su actividad está centrada en la edición de libros en lengua occitana de Gascuña (también llamada gascón) o sobre Gascuña. 